# Leuciscus idus
Cá chép hồng (Danh pháp khoa học Leuciscus idus) hay còn được gọi là Orfe là một loài cá nước ngọt trong họ cá chép Cyprinidae được tìm thấy dọc miền Bắc của châu Âu và châu Á, chúng phân bố rộng ở những con sông lớn, ao, hồ và thường sống thành đàn, bơi theo nhóm.

## Đặc điểm
Tên gọi của loài cá này trong tiếng Thụy Điển là id có nguồn gốc nguyên thủy từ màu sáng của loài cá này, và ảnh hưởng của tên gọi tiếng Đức cổ là aitel. Cá này có đuôi màu đen hoặc xám, loài cá này có chiều dài cơ thể có thể đạt từ 60-80cm, trung bình khoảng 40 cm và cân nặng khoảng 9kg. Loài cá này đã được du nhập vào New Zealand trong những năm 1980
bằng con đường bất hợp pháp.